# Tim Roodenburg
Tim Roodenburg (Rotterdam, 10 oktober 1988) is een Nederlands honkballer.
Roodenburg speelde sinds zijn jeugd bij Sparta/Feyenoord. Hier maakte hij in 2006 zijn debuut in de hoofdklasse en kwam hij vijf seizoenen voor uit. In 2007 nam hij op uitnodiging van de organisatie van de New York Yankees deel aan een instructional camp in de Dominicaanse Republiek maar kreeg geen contractaanbod. In 2010 stapte hij over naar DOOR Neptunus waar hij sindsdien voor uitkomt.
Tijdens zijn eerste seizoen voor DOOR Neptunus gooide Roodenburg in 2011 twaalf wedstrijden, waarvan vijf als startend werper. Hij gooide negentien keer drie slag en veertien keer vier wijd in 34 2/3 innings. Hij sloot de reguliere competitie af met een verdiende puntengemiddelde van 4.67. Zijn tweede seizoen bij DOOR Neptunus verliep voorspoediger. Hij gooide in negen wedstrijden waarvan vijf als startend werper, waarbij hij zeventien keer drie slag en 9 keer vier wijd noteren in 40 2/3 innings. Hij sloot de reguliere competitie af met een verdiende puntengemiddelde van 1.55, goed voor een 6e positie van alle startend werpers in de Nederlandse hoofdklasse.
In 2010 werd hij geselecteerd voor de eerste Nederlandse All Star Game. In 2012 werd Roodenburg in de aanloop naar de St. Petersburg International voor het eerst toegevoegd aan de Nederlandse selectie. Hij maakte deel uit van een groep van acht debutanten. Op 6 maart 2012 maakte hij zijn officieuze debuut voor dit team. Hij kwam later in het toernooi nog tweemaal in actie.